# Adriano Pimenta
Adriano Pimenta (*Goiânia, Brasil, 12 de noviembre de 1982), futbolista brasileño. Juega de volante y su primer equipo fue Guarani FC.Actualmente firmó  contrato con Goianiense.

## Clubes
| Club                | País               | Año           |
| ------------------- | ------------------ | ------------- |
| Guarani FC          | Bandera de Brasil  | 2001 - 2005   |
| FC Thun             | Bandera de Suiza   | 2005 - 2006   |
| Yokohama FC         | Bandera de Japón   | 2007 - 2008   |
| Club Blooming       | Bandera de Bolivia | 2009-2011     |
| Atlético Goianiense | Bandera de Brasil  | 2012-presente |

- Datos: Q375979